# Andreas Burnier
Andreas Burnier, pseudoniem van Catharina Irma Dessaur, (Den Haag, 3 juli 1931 – Amsterdam, 18 september 2002) was een Nederlandse schrijfster. Onder haar eigen naam was ze van 1973 tot 1988 hoogleraar criminologie aan de Katholieke Universiteit Nijmegen.

## Leven en werk

### Jeugd en opleiding
Dessaur werd in 1931 in de Bethlehemkliniek in Den Haag geboren. Ze was het oudste kind in een liberaal joods gezin. Tijdens de Tweede Wereldoorlog dook ze drie jaar lang (1942-1945) onder op voortdurend wisselende adressen en om veiligheidsredenen gescheiden van haar ouders. Tijdens de onderduikperiode gebruikte ze de schuilnaam Ronnie van Dijk. De voornaam Ronnie zou ze haar hele leven blijven gebruiken. Ze woonde onder andere in de Achterhoek, Drenthe en op de Veluwe, waar zij de laatste maanden met haar vader verbleef. Samen met hem ging zij na de oorlog naar Amsterdam.
Na de oorlog bezocht ze het Vrijzinnig-Christelijk Lyceum in Den Haag en studeerde daarna geneeskunde en filosofie in Amsterdam. Deze studie kon ze niet voltooien omdat een hoogleraar haar als jong meisje niet serieus nam en weigerde haar te begeleiden.

### Huwelijk en werkzaamheden
Op haar tweeëntwintigste (1 september 1953) trouwde ze met uitgever J.E. Zeijlmans van Emmichoven (Emanuel, bijnaam Gabriel), met wie ze twee kinderen kreeg. Tegelijk leerde ze door hem en vooral door zijn ouders de antroposofie kennen. Vooral door haar schoonvader F. W. Zeylmans van Emmichoven beïnvloedden verschillende zienswijzen van Rudolf Steiner haar latere publicaties. In 1961 scheidden ze en pakte Dessaur haar studie weer op. Ze studeerde cum laude af in de sociale wetenschappen en promoveerde in Leiden in de sociale criminologie. Later ging ze als criminoloog werken aan de Katholieke Universiteit Nijmegen waar ze van 1973 tot 1988 hoogleraar was.
Ze debuteerde als auteur in 1965 onder haar pseudoniem in Tirade en in hetzelfde jaar verscheen haar eerste roman Een tevreden lach. Na haar scheiding was ze openlijk uit de kast gekomen als lesbisch en had voor deze roman haar ervaringen met het ontdekken van haar eigen geaardheid als uitgangspunt genomen. Ze was de eerste auteur in de Nederlandstalige literatuur die op een volkomen vanzelfsprekende manier schreef over vrouwelijke homoseksualiteit en dit thema speelt ook in haar latere romans een belangrijke rol. Burnier schreef over de damesliefde en leefde met een vrouw toen dat nog volslagen taboe was en betekende daardoor, net als Gerard Reve, veel voor de emancipatie van homo's. Ook schreef ze in Het jongensuur over haar genderdysforie: in dit boek, dat volgens haar een van haar meest autobiografische boeken is, wil de vrouwelijke hoofdpersoon Simone eigenlijk liever een jongen zijn.

### Emancipatievoorvechter
Daarnaast was ze ook een belangrijke voorloper van de Tweede feministische golf aan het einde van de jaren zestig. Toen Dolle Mina nog moest worden opgericht, schreef ze al over het ongeluk geboren te worden in een vrouwelijk lichaam en als tweederangs beschouwd en geminacht te worden. Haar feministische opvattingen waren radicaal en ze was ontevreden over de wijze waarop de vrouwenbeweging haar strijd voerde. In haar ogen was het een klaagbeweging, die zwelgend in zelfmedelijden botweg eiste, zonder zelf initiatief en ambitie te tonen. Ook ergerde het haar dat – in het toen populaire neomarxistische jargon – niet het individu verantwoordelijk werd gehouden, maar dat de schuld consequent bij de structuren werd gezocht. Deze negatieve stellingname ten opzichte van de vrouwenbeweging werd haar door haar ‘zusters’ niet in dank afgenomen.
De auteur heeft zich van jongs af aan verdrukt gevoeld – als vrouw, (latent) homoseksueel en als joodse – en dat was haar belangrijke inspiratiebron. Zelf zei ze eens: "Het is altijd een voorrecht te worden geboren in een onderdrukte groep. Voor iemand die behoort tot de heersende kaste (…) is het veel moeilijker ooit tot enig inzicht van belang te komen. 'Lijden is goed voor de mens', zeiden de (vroegere) Russen. Het is goed, in die zin dat het je wakker houdt, je bewustzijn scherpt, je geestelijke activiteit prikkelt."

### Verdere publicaties
Als Andreas Burnier publiceerde ze naast romans essays, brieven en artikelen, waarmee ze de aanzet gaf tot belangrijke maatschappelijke debatten en ook was ze regelmatig het middelpunt van heftige polemieken. Naast emancipatie van homoseksuelen en het feminisme, vroeg ze aandacht voor de menselijke waardigheid en verzette ze zich tegen euthanasie, abortus provocatus en genetische manipulatie. Net toen er in de jaren tachtig in Nederland een meerderheid ontstaan was die euthanasie wilde legaliseren, verzette Burnier zich hier tegen. Hierbij vergeleek ze euthanasie met nazipraktijken en stelde ze vragen als hoe 'vrijwillig' is euthanasie voor hoogbejaarden die zichzelf als een last voor hun omgeving beschouwen, als artsen en familie haar als een goede 'oplossing' aanbieden? Waarom doden als er goede pijnbestrijding mogelijk is? Wie bepaalt wanneer een leven de moeite waard is? Waar ligt de grens van het 'volwaardige' leven? Een lawine van kritiek, woede en hoon was haar deel.

### Laatste werk en overlijden
Als gevolg van haar ervaringen in de oorlog wilde ze lange tijd niets weten van het religieuze jodendom. De protagonisten in haar romans zijn zelden Joods. Pas aan het eind van haar leven kwam ze in het reine met haar religieuze achtergrond en in haar laatste roman De wereld is van glas (1997) wordt dit thema centraal gesteld.
Dessaur overleed onverwacht op 71-jarige leeftijd aan een hersenbloeding en werd in stilte begraven op de Liberaal Joodse Begraafplaats Gan Hasjalom in Hoofddorp. Op dat moment was niets van haar werk in druk verkrijgbaar. Tilly Hermans van uitgeverij Augustus besloot tot heruitgave van Burniers belangrijkste werk. Er werd een bundel samengesteld met een keuze uit de essays en brieven en grote interviews met de schrijfster. Tegelijkertijd verschenen drie van Burniers romans in één band: Het jongensuur (1969), De litteraire salon (1984) en De trein naar Tarascon (1986). In 2018 werd ook Burniers debuutroman Een tevreden lach (1965) heruitgegeven door Atlas Contact.

## Publicatie over Burnier
- Elisabeth Lockhorn: Andreas Burnier, metselaar van de wereld. Amsterdam & Antwerpen, Uitgeverij Augustus/Atlas Contact, 2015. ISBN 978-90-450-2864-4

## Onderscheidingen
- Lucy B. en C.W. van der Hoogtprijs 1967 voor Een tevreden lach
- J. Greshoff-prijs 1980
- Annie Romeinprijs 1983, vanwege haar 'vele eigenzinnige, originele, altijd interessante en tot nadenken stemmende publicaties op het gebied van de vrouwencultuur'.
- Publieksprijs Anna Bijns 1985[11]
- Busken Huetprijs 1987
- Verzetsprijs van de Stichting Kunstenaarsverzet 1942-1945 1991
- Ridder in de Orde van de Nederlandse Leeuw 1991[11]
- Bob Angelo Penning 1993